# Chimarra gilvimacula
Chimarra gilvimacula là một loài Trichoptera trong họ Philopotamidae. Chúng phân bố ở vùng Tân nhiệt đới.